# Norra Skrävlinge landskommun
Norra Skrävlinge landskommun var en tidigare kommun i dåvarande Malmöhus län.

## Administrativ historik
Kommunen bildades i Skrävlinge socken i Onsjö härad i Skåne när 1862 års kommunalförordningar trädde i kraft. Namnet var före 17 april 1885 Skrävlige landskommun.
I kommunen inrättades 28 april 1914 Teckomatorps municipalsamhälle som upplöstes vid  årsskiftet 1966/1967. 
Vid kommunreformen 1952 uppgick kommunen med municipalsamhället i Teckomatorps landskommun som upplöstes 1969 då denna del uppgick i Svalövs landskommun som 1971 ombildades till Svalövs kommun.

## Politik

### Mandatfördelning i Norra Skrävlinge landskommun 1938-1946
| 10 | 9 |

| 18 |

| 10 | 9 |

| 18 |

| 9 | 10 |

| 18 |